# Luigi Macaluso
Luigi Macaluso, noto come Gino (Torino, 9 giugno 1948 – La Chaux-de-Fonds, 27 ottobre 2010), è stato un copilota di rally e manager italiano, in coppia con Raffaele Pinto ha vinto il Campionato Europeo Rally nel 1972 e con Maurizio Verini il Campionato Italiano Rally nel 1974. Successivamente è stato il presidente e amministratore delegato del Gruppo Sowind, che riunisce Girard-Perregaux, GP Manufacture, manifattura di movimenti per orologi, e JeanRichard.
Sotto la sua guida il Gruppo Sowind ha rilanciato la maison di orologeria con forti investimenti nelle tecnologie e nel design. In particolare, la manifattura di La Chaux-de-Fonds, una delle ultime rimaste, possiede 110 movimenti di alta orologeria e 80 brevetti.

## Biografia
Nel 1975, dopo essersi laureato in architettura all'Università di Torino, inizia la sua lunga carriera nel mondo dell'orologeria, entrando nell'azienda distributrice italiana della SSIH, oggi Swatch Group. Nel 1982, a Torino, fonda insieme a Francesco Mantuano la Tradema e Accademy, una società di distribuzione di orologi in Italia che comprende i marchi Blancpain, Breitling e Hamilton, che raggiunse nel 1992 un giro d'affari di circa 60 miliardi di lire. Nel 1987 diventa agente ufficiale della Girard-Perregaux per il mercato italiano e, nel 1989, entra nel consiglio di amministrazione della Manifattura. Il 15 settembre 1992 assume la presidenza dell'attuale Gruppo Sowind.. Disegna personalmente, in collaborazione con il centro di design interno, le collezioni dei nuovi modelli, valorizzando lo stile italiano nel mondo. Unico imprenditore italiano a essere considerato tra i più autorevoli nel mercato internazionale dell'alta orologeria e del lusso, nel 1998 riceve il Premio Gaïa per la sezione Esprit d'Entreprise, il più prestigioso riconoscimento del mondo orologiero svizzero, assegnato dal 1993 dal Musée International d'Horlogerie a personalità che con la loro attività hanno fatto conoscere l'orologeria e la sua arte. 
Nella primavera del 2009, dopo l'accordo strategico stretto con il Gruppo Kering, che fa capo al francese Francois-Henri Pinault, entra nel Management Committee di Gucci Group con la responsabilità del settore orologeria e gioielleria e nel Conseil de Surveillance di Boucheron, uno dei più grandi gioiellieri del mondo. È stato nominato per ben tre volte – nel 1999, 2001 e 2004 – presidente della Association Interprofessionelle de la Haute Horologerie (AIHH). È stato vice presidente della Camera di Commercio Italo Svizzera a Zurigo e consigliere della Camera di Commercio di Neuchâtel. Fu uno dei tre membri fondatori della Fondazione dell'Alta Orologeria e del Salon International de la Haute Horlogerie di Ginevra, dove nel 2008 ha presentato in anteprima il “Constant Escapement”, un nuovo scappamento a forza costante rivoluzionario sotto il punto di vista tecnologico, del design e dei materiali utilizzati (silicio). Promotore di iniziative di formazione con le università elvetiche, si è impegnato con il Cantone di Neuchâtel in un progetto per la costituzione di nuovi corsi universitari e post-universitari per l'alta orologeria.

## Carriera automobilistica
Navigatore ufficiale della squadra rally Fiat, ha vinto nel 1972 il Campionato europeo rally e la Mitropa Cup in coppia con Emanuele Pinto su Fiat 124 Spider e nel 1974 il Campionato Italiano Rally insieme a Maurizio Verini su Fiat 124 Abarth. 
Nel 1987 è entrato nel Club Italia, un'associazione sportiva culturale, senza scopo di lucro, costituita per valorizzare il patrimonio storico dell'automobile classica italiana, di cui è presidente per quasi due decenni. Nel 1997 entra a far parte della ACI-CSAI (Automobile Club d'Italia-Commissione Sportiva Automobilistica Italiana); nel 2001 è eletto presidente e sarà presidente onorario fino alla morte. 
È proprio mentre si dedica a promuovere i valori culturali, sociali, estetici e storici dell’automobile che riscopre e decide di restaurare vetture da rally risalenti all’epoca d’oro della specialità: da qui inizia a prendere vita quella che ancora oggi è una tra le più rilevanti collezioni in questo settore.
Nel 2000 fonda una squadra che punta a competere nella Junior World Championship con i colori italiani: così nasce a Torino la R&D Motorsport, che con Andrea Dallavilla alla guida di una Fiat Punto Rally Super 1600 arriverà ad aggiudicarsi il titolo di vicecampione del mondo nella stagione 2001 del JWRC. Dal 2005, poi, viene eletto Presidente della Commissione Internazionale Karting, organo della Federazione Internazionale dell'Automobile (FIA), e diventa il rappresentante dell’Italia nel Consiglio Mondiale della stessa.

## Fondazione Gino Macaluso per l'auto storica
Nel 2018, la famiglia di Gino Macaluso ha istituito una Fondazione che porta il suo nome.
A questo scopo, anche grazie alla collezione che appartenne a Gino Macaluso, organizza, promuove e partecipa a manifestazioni, raduni, mostre, fiere, convegni, laboratori legati all’automobile storica, all’automobilismo e ai suoi protagonisti. Parallelamente, promuove studi, restauri e pubblicazioni sulle auto storiche.